# Ibrahim al-Mausili
Ibrahim al-Mausili, voller Name Abū Isḥāq Ibrāhīm al-Mauṣilī (arabisch أبو إسحاق إبراهيم الموصلي, DMG Abū Isḥāq Ibrāhīm al-Mauṣilī, geb. 742; gest. 804) war ein im heutigen Irak lebender Dichter und Musiker persischer Herkunft und einer der größten Komponisten der frühen Epoche des Abbasiden-Kalifates. Sein berühmter Sohn war Ishaq al-Mausili.
Er war auch Lehrer von Sängersklavinnen. Zu seinen Schülerinnen gehörte Dananir al-Barmakiya.

## Rezeption

### Auftritte inTausendundeine Nacht
Ibrahim al-Mausili ist, wie auch sein Sohn Ishaq al-Mausili, eine wiederkehrende Figur in den Geschichten aus Tausendundeine Nacht und tritt in den nachfolgenden Geschichten in Erscheinung.
- Die Geschichte von Ibrahim ibn al-Mahdi[3]
- Ibrahim al-Mausili und der Teufel (ANE 217)
- Die Liebenden von Medina (ANE 222).
- Die zehn Sklavinnen (ANE 500).